# Лаурито
Лаурито (італ. Laurito, сиц. Lauritu) — муніципалітет в Італії, у регіоні Кампанія, провінція Салерно.
Лаурито розташоване на відстані близько 320 км на південний схід від Рима, 125 км на південний схід від Неаполя, 80 км на південний схід від Салерно.
Населення — 817 осіб (2014).

## Демографія
Населення за роками:

Станом на 1 січня 2023 року в муніципалітеті офіційно проживало 6 іноземців з 4 країн, серед них 4 громадяни країн Євросоюзу та 1 громадянин України.

## Сусідні муніципалітети
- Альфано
- Челле-ді-Бульгерія
- Монтано-Антілія
- Роккаглоріоза
- Рофрано